# Monte Lefroy
El monte Lefroy es una montaña del oeste de Canadá perteneciente a la Divisoria continental de América, administrativamente en la frontera entre las provincias de Alberta y la Columbia Británica. La montaña está ubicada en el lado este de Abbot Pass, que separa el lago Louise, en el parque nacional Banff, del lago O'Hara, en el parque nacional Yoho. El monte Victoria se encuentra inmediatamente en el lado occidental del paso. El Lefroy tiene una altitud de 3423 m s. n. m.
y una prominencia de 417 m.
La montaña fue nombrada en 1894 por George M. Dawson en reconocimiento de sir John Henry Lefroy (1817-1890), un astrónomo que entre 1842 y 1844 había viajado más de 8800 kilómetros por el norte de Canadá realizando observaciones meteorológicas y magnéticas.
La montaña es el lugar del primer accidente de escalada fatal en Canadá. En 1896, durante una ascenso a la cumbre, Philip Stanley Abbot resbaló al salir de una sección helada y se desplomó, falleciendo, por una vertiente rocosa.
El primer ascenso exitoso fue realizado en 1897 por J. Norman Collie, Arthur Michael, H. Dixon; Charles Fay, Peter Sarbach, R. Vanderlip, C. Noyes, Charles Thompson y H. Parker.
En este lugar el artista canadiense Lawren Harris, del Grupo de los siete, realizó una pintura destacada del monte.

## Geología
El monte Lefroy está compuesto por rocas sedimentarias depositadas durante el período Cámbrico. Formadas en mares poco profundos, esas rocas sedimentarias fueron empujadas hacia el este y sobre la parte superior de la roca más joven durante la orogenia Laramide.

## Clima
Según la clasificación climática de Köppen, el monte Lefroy se encuentra en un clima subártico con inviernos fríos y nevados, y veranos suaves. Las temperaturas pueden caer por debajo de los -20 °C, con factores de sensación térmica por debajo de los -30 °C.